# زیردریایی یو-۴۲۰
زیردریایی یو-۴۲۰ (به انگلیسی: German submarine U-420) یک زیردریایی بود که طول آن ۶۷٫۱ متر (۲۲۰ فوت ۲ اینچ) بود. این زیردریایی در سال ۱۹۴۲ ساخته شد.